# وسط دلهي
وسط دلهي رمزها «CD» (بالإنجليزية: Central  Delhi)‏ ، هو تقسيم إداري لدولة الهند تتبع ولاية دلهي (بالإنجليزية: Delhi)‏ ، مركزها هو مدينة داريا غانج (بالإنجليزية: Darya  Ganj)‏ عدد سكانها حسب تعداد سنة 2001 هو 644,005 ، مساحتها 25 كم² وكثافة السكان 25,759 لكل كم² .

## أعلام
- سرمد كاشاني